# کادیر چرمیک
کادیر چرمیک (انگلیسی: Kadir Çermik؛ زادهٔ ۲۱ ژوئیهٔ ۱۹۷۷) بازیگر اهل ترکیه است. وی از سال ۱۹۹۹ میلادی تاکنون مشغول فعالیت بوده‌است.
از سریال‌هایی که او در آن‌ها ایفای نقش کرده است می‌توان به گودال و سه قرون اشاره کرد.